# Carballedo
Carballedo là một đô thị thuộc tỉnh Lugo trong vùng Galicia, phía bắc Tây Ban Nha. Đô thị này có diện tích là 139,6 ki-lô-mét vuông, dân số năm 2009 là 2752 người với mật độ 19,71 người/km². Đô thị này có cự ly km so với Lugo.

## Parroquias
- Aguada (Santa Baia)
- Buciños (San Miguel)
- Carballedo (Santa María)
- Cartelos (Santo Estevo)
- Castro (San Cristovo)
- A Cova (San Xoán)
- Erbedeiro (San Pedro)
- Furco (San Gregorio)
- Lobelle (San Cristovo)
- Lousada (Santiago)
- Marzás (Santa María)
- Milleirós (San Xoán)
- Oleiros (San Miguel)
- Pradeda (Santiago)
- San Mamede de Lousada (San Mamede)
- San Romao de Campos (San Romao)
- San Salvador de Búbal (San Salvador)
- Santa Baia de Búbal (Santa Baia)
- Santa Cristina de Asma (Santa Cristina)
- Santa Mariña do Castro (Santa Mariña)
- Temes (Santa María)
- Veascós (Santa Mariña)
- Vilaquinte (Santa María)